# Jorge Gutiérrez
Jorge Gutiérrez (IPA [ˈxorxe guˈtjerres])* (1975. szeptember 18. –) kubai ökölvívó.

## Eredményei
- 1994-ben junior világbajnok nagyváltósúlyban.
- 1999-ben aranyérmes a pánamerikai játékokon nagyváltósúlyban.
- 1999-ben ezüstérmes a világbajnokságon nagyváltósúlyban.
- 2000-ben olimpiai bajnok középsúlyban, a döntőben az orosz Gajdarbek Gajdarbekovot győzte le szoros pontozással (17:15).